# ذي حشان (العدين)

تعديل مصدري - تعديل

ذي حشان محلة تابعة لقرية الرضائي، التابعة لعزلة الرضائى بمديرية العدين إحدى مديريات محافظة إب في الجمهورية اليمنية، بلغ تعداد سكانها 45 حسب تعداد اليمن لعام 2004.